# Octante de burbuja

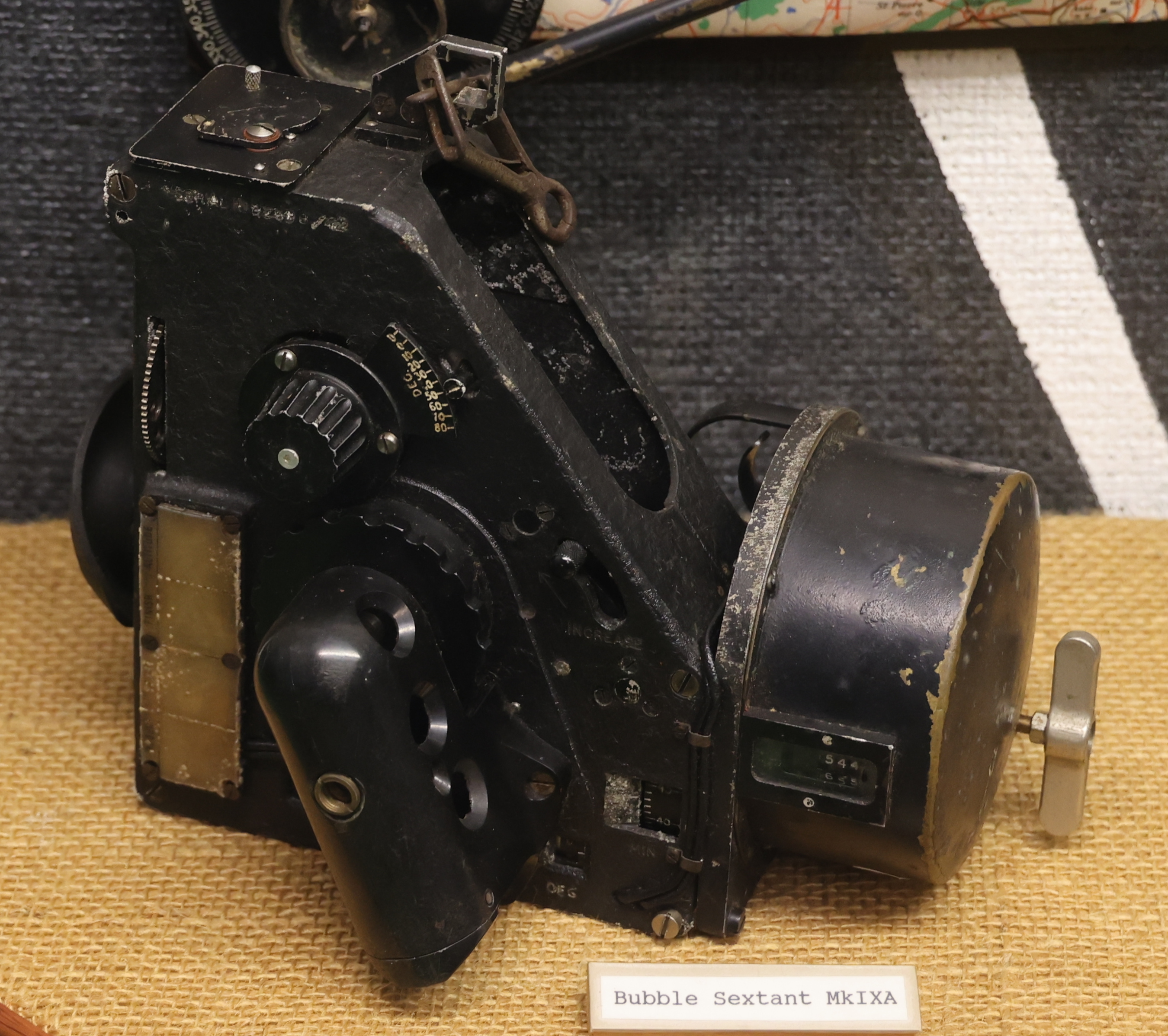
Un sextante de burbuja MkIXA

El octante de burbuja y el sextante de burbuja son instrumentos de navegación aérea. Aunque un instrumento se denomina "sextante de burbuja", en realidad es solo un octante de burbuja.

## Uso
Los barcos habían utilizado durante mucho tiempo sextantes para la navegación, pero los sextantes tenían problemas en la navegación aérea. Un barco en el mar se encuentra sobre una superficie relativamente plana y puede utilizar el horizonte para medir la altitud de los objetos celestes. Una aeronave no podrá tener como superficie de referencia plana el horizonte del mar. Puede que esté volando sobre un terreno donde el horizonte está formado por montañas de altura desconocida. Una solución al problema fue utilizar una burbuja para determinar el plano de referencia. La burbuja a bordo de un avión está sujeta a la aceleración en el movimiento del mismo. Si el avión hace un giro brusco, la burbuja se desplazará. En consecuencia, cuando el navegante utiliza un sextante de burbujas, el piloto debe intentar llevar el avión en línea recta y nivelada. Incluso cuando vuela recto y nivelado, el avión está sujeto a aceleraciones debido a los cambios de densidad y de dirección del viento. En consecuencia, se toman muchas lecturas y luego se promedian para obtener un resultado más preciso. Algunos octantes de burbujas tienen accesorios para simplificar ese cálculo promedio.

## Desarrollo

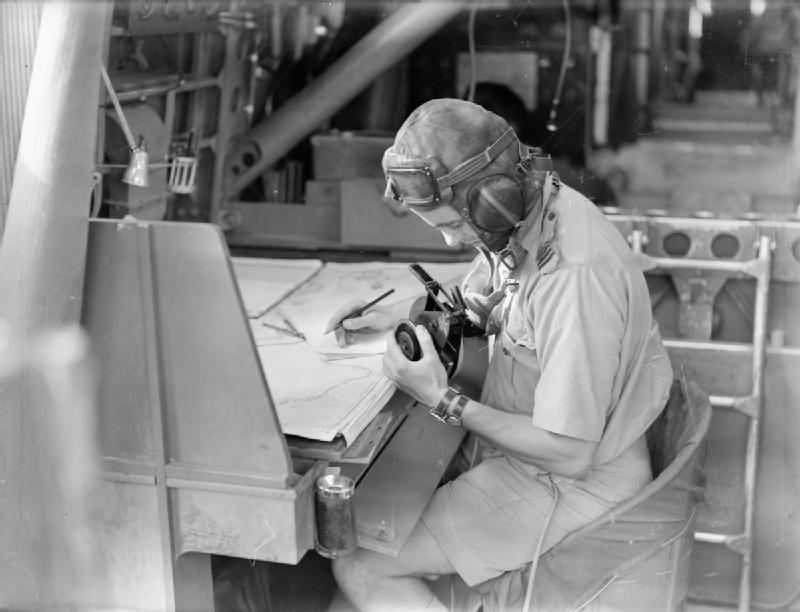
Sextante de burbujas Mk VIII en uso en un Short Sunderland

Isaac Newton desarrolló el cuadrante. El octante fue una mejora adicional. Podía medir altitudes de hasta 90° sobre el horizonte. El sextante se convirtió en el instrumento de navegación estándar para los barcos. Podía medir altitudes de hasta unos 120 grados. 
Los primeros instrumentos de burbuja fueron sextantes de burbuja que copiaban las características de un sextante normal. Sin embargo, un instrumento de burbujas no ve el horizonte, por lo que nunca necesita medir un ángulo >90°. Los instrumentos modernos son técnicamente octantes de burbujas, aunque pueden denominarse sextantes de burbujas.

## Usuarios famosos
- Amelia Earhart . Su navegante, Fred Noonan, utilizó un octante de burbuja.[3]
- Eddie Rickenbacker . Un octante de burbuja dañado provocó un error de navegación que provocó un hundimiento en el mar.